# Блад, Морис
Морис Блад (англ. Maurice Blood; 15 февраля 1870, Бристоль — 31 марта 1940, Лондон) — британский стрелок, призёр летних Олимпийских игр.
Блад принял участие в летних Олимпийских играх в Лондоне и соревновался в четырёх дисциплинах. Он выиграл бронзовую медаль в стрельбе из винтовки на 1000 ярдов, дважды занимал четвёртые места в стрельбе по подвижной мишени одиночными и двойными выстрелами и стал 11-м в стрельбе из винтовки на 300 метров.